# Joseph Chatt
Joseph Chatt, CBE i FRS (6 de novembre de 1914 – 19 de maig de 1994) va ser un reconegut investigador britànic a l'àrea de la química inorgànica i organometàl·lica. El seu nom s'associa amb la descripció de l'enllaç pi entre metalls de transició i alquens, el model de Dewar-Chatt-Duncanson.
Chatt va rebre el seu Ph.D. a la Universitat de Cambridge sota la direcció de F. G. Mann per a la investigació sobre compostos organoarsènics i organofosforats i els seus complexos amb metalls de transició. Va treballar a l'Imperial Chemical Industries entre 1949 a 1962, temps durant el qual, sovint va col·laborar amb Bernard L. Shaw, on va publicar la influent obra sobre els hidrurs metàl·lics i complexos de alquens metàl·lics. Durant aquest període, ha informat el primer exemple de l'activació de l'enllaç C-H per un metall de transició i un dels primers exemples d'un hidrur de metall de transició. and one of the first examples of a transition metal hydride.
En la dècada de 1960, Chatt es va traslladar a una càtedra a la Universitat de Sussex i posteriorment va assumir la direcció de la Unitat de Fixació de Nitrogen sota el Consell d'Investigació Agrícola. Fent servir el complex de dinitrogen de metall de transició W(N₂)₂(dppe)₂, el seu grup va demostrar primer la conversió d'un lligant de dinitrogen en amoníac. Aquest treball proporciona alguns dels primers models moleculars per a la fixació del nitrogen.
Entre els seus molts premis, va ser reconegut amb el Premi Wolf de 1981 "per les seves contribucions pioneres i fonamentals a la química sintètica dels metalls de transició, particularment els hidrurs de metalls de transició i els complexos de dinitrogen". Va ser triat membre de la Royal Society el 1961 i va ser nomenat Comandant de l'Ordre de l'Imperi britànic.
El 1995, un any després de la seva mort, la Unitat de Fixació de Nitrogen es va traslladar a Norwich i va passar a formar part del John Innes Centre. El nou edifici, així com una conferència anual en el Centre, van ser nomenats en el seu honor.